# Horace Hone
Pour les articles homonymes, voir Hone.
Horace Hone, né en 1754 ou en 1756 à Londres et mort le 24 mai 1825 dans la même ville, est un artiste peintre, miniaturiste, émailleur et graveur.

## Biographie
Horace Hone naît en 1754 ou en 1756 à Londres. Il est le fils de Nathaniel Hone (1718-1784).
Il peint à l'huile et à l'aquarelle mais est surtout connu comme miniaturiste.
Il expose à la Royal Academy à partir de 1772. 
Il vit la majeure partie de sa vie à Londres, et en 1795, est nommé miniaturiste du Prince de Galles.
En 1799 il devient associé de la Royal Academy.
Il meurt le 24 mai 1825 dans sa ville natale.